# Gilbert Saboya Sunyé
Gilbert Saboya Sunyé (ur. 28 lipca 1966 w Sant Julià de Lòria) – andorski ekonomista i polityk, w latach 2011–2017 minister spraw zagranicznych, od marca do kwietnia 2015 p.o. premiera Andory, w latach 2017–2019 minister gospodarki.

## Życiorys
Absolwent Lycée Comte de Foix w Andorze oraz ekonomii na Université Toulouse-I-Capitole. Pracował w sektorze bankowym, od połowy lat 90. zajmował kierownicze stanowiska w instytucjach finansowych w ramach Banc Internacional d'Andorra. W 2010 założył własną firmę konsultingową. W latach 1994–1997 sprawował mandat posła do Rady Generalnej, reprezentował w parlamencie formację Agrupament Nacional Democràtic. Związał się później z ugrupowaniem Demokraci na rzecz Andory. W maju 2011 objął urząd ministra spraw zagranicznych. Od listopada 2012 do maja 2013 był przewodniczącym Komitetu Ministrów Rady Europy. 23 marca 2015 został pełniącym obowiązki premiera, wykonywał je do 1 kwietnia tegoż roku, gdy Antoni Martí ponownie stanął na czele rządu. Gilbert Saboya Sunyé pozostał ministrem spraw zagranicznych, w lipcu 2017 przeszedł na funkcję ministra gospodarki, konkurencji i innowacji, którą pełnił do maja 2019.